# Clotrimazol
Clotrimazolul este un antifungic din clasa azolilor (este un derivat de imidazol), fiind utilizat în tratamentul unor infecții fungice, cele mai importante fiind candidozele vaginale, superficiale și cutanate, pitiriazis versicolor și dermatomicozele.  Căile de administrare disponibile sunt intravaginală (ovule) și cutanată (creme, unguente, etc).
Clotrimazolul este un inhibitor al sintezei ergosterolului (prin inhibarea lanosterol-14α-demetilazei), ducând la distrugerea membranei celulare fungice.
Clotrimazolul a fost descoperit în anul 1969. Se află pe lista medicamentelor esențiale ale Organizației Mondiale a Sănătății.